# Каирская балка (заказник)
Каирская Балка (укр. Каї́рська Ба́лка) — ландшафтный заказник местного значения в левобережной части Херсонской области на берегах Каирского залива Каховского водохранилища. Один из объектов природно-заповедного фонда Херсонской области. 
Расположен вблизи южной окраины села Каиры Херсонской области по обоим берегам балки Каирка, которую подтопило Каховское водохранилище. Площадь — 1270 га. Статус присвоен в 2001 году.

## Характеристика
Климат заказника типичен для причерноморских степей, характеризуется сухим жарким продолжительным летом и короткой малоснежной зимой с частыми оттепелями. Средняя годовая температура составляет +12°С. Самый жаркий месяц — июль со средней температурой +26 °C, самый холодный — январь с температурой −4,5°С. Среднегодовое количество осадков составляет около 640 мм. Самый влажный месяц — июнь с 85 мм осадков, а самый сухой — ноябрь с 17 мм. Засушливость климата и частые суховеи смягчаются близостью Каховского водохранилища. Почвы представлены степными чернозёмами. На территории природно-заповедного объекта находятся типичные и редкие степные биоценозы и остатки байрачных и пойменных природных лесов с редкими видами растений-ксерофитов, грибов и животных. Заказник также служит местом кормления птиц на пролете. В водах балки в пределах заказника (Каирский залив) отмечаются типичные для южного Днепра виды: карась, карп, белый амур, популярные у любителей рыбалки.

## Галерея

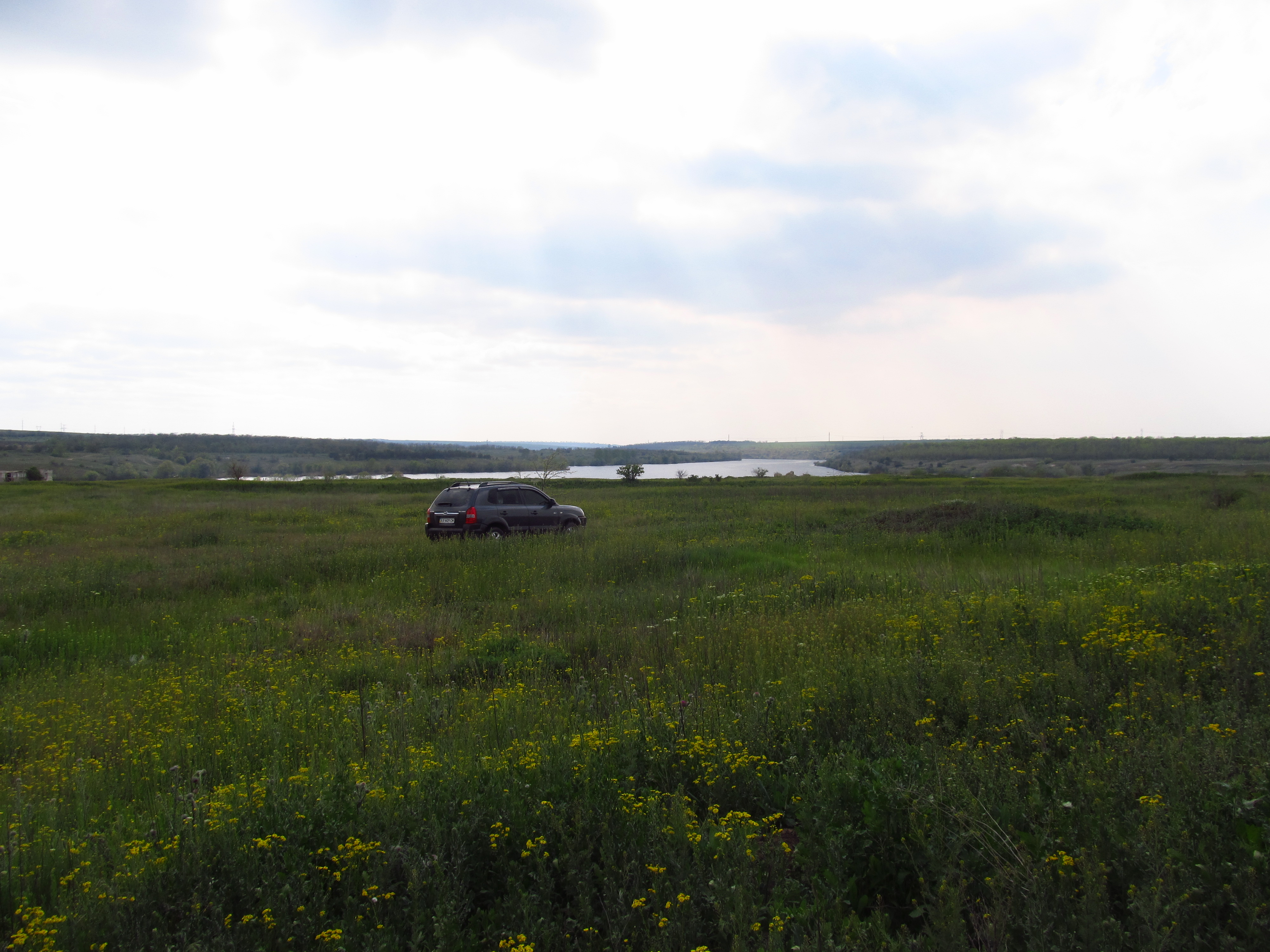
Степи заказника близ Каирской Балки
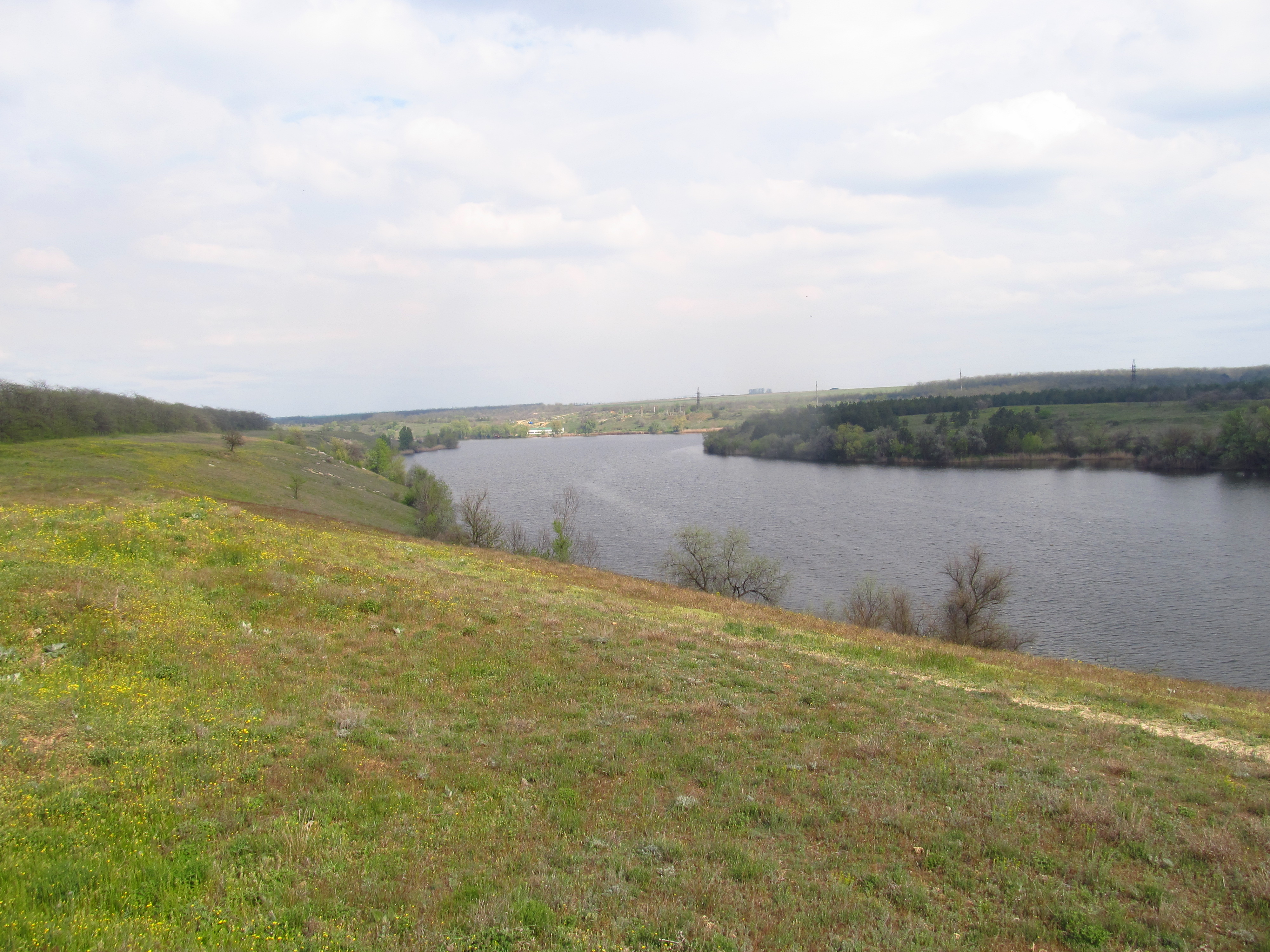
Берега Каирской балки